# Dibekli, Yüksekova
Dibekli là một xã thuộc huyện Yüksekova, tỉnh Hakkâri, Thổ Nhĩ Kỳ. Dân số thời điểm năm 2011 là 417 người.